# Retimohnia clementinus
Retimohnia clementinus är en snäckart som först beskrevs av Dall 1919.  Retimohnia clementinus ingår i släktet Retimohnia och familjen valthornssnäckor. Inga underarter finns listade i Catalogue of Life.